# TUIfly
TUIfly är ett flygbolag i Tyskland och även det tredje största efter Lufthansa. Bolaget bildades 2007 genom en sammanslagning av flygbolagen Hapag-Lloyd Flug och Hapag-Lloyd Express. TUIfly erbjuder både charter- och lågprisflygningar till destinationer främst runt Medelhavet.

## Flotta
TUIflys flotta i oktober 2021.
| Flygplanstyp     | Antal i tjänst | Reserv | Anmärkning |
| ---------------- | -------------- | ------ | ---------- |
| Boeing 737-800   | 24             | 1      |            |
| Boeing 737 MAX 8 | 1              |        |            |
| Total            | 25             | 1      |            |